# Sasseta (Zignago)
Sasseta è una frazione di 53 abitanti nel comune di Zignago, nell'alta Val di Vara, in provincia della Spezia.

## Geografia fisica
Il borgo è posto tra le frazioni di Valgiuncata e Debbio e si sviluppa subito sotto la strada provinciale, con le case in pietra che si raccolgono attorno alla chiesa parrocchiale.

## Storia
Il toponimo "Sasseta" deriva dal latino "saxum", sasso. Il territorio era già abitato in epoca bizantina, come dimostra la presenza della torre campanaria ricavata da una torre di avvistamento bizantina. Nel medioevo il borgo dipendeva dal castello di Serramaggiore, citato per la prima volta in un documento del 1276, e dalla pieve di San Pietro per la parte religiosa.

## Monumenti e luoghi d'interesse
Architetture religiose
- Chiesa parrocchiale della Presentazione di Maria, inizialmente dipendente dalla Pieve di San Pietro, poi ingrandita con la costruzione del coro ed elevata a Parrocchia autonoma nel 1617. Conserva al suo interno un quadro raffigurante San Giovanni Nepomuceno.[4][5]

Architetture militari
- Torre bizantina, rimaneggiata nel medioevo e divenuta infine il campanile della chiesa. Nel 1967 un fulmine distrusse la torre, rendendone necessaria la ricostruzione.[5][6]